# Gîte du Volcan
Le gîte du Volcan, ou parfois gîte du Pas de Bellecombe, est un refuge de montagne de l'île de La Réunion, département et région d'outre-mer français dans le sud-ouest de l'océan Indien.

## Géographie
Situé à 2 240 mètres d'altitude dans le massif du Piton de la Fournaise, il relève du territoire de la commune de Sainte-Rose et du cœur du parc national de La Réunion. D'une capacité de 57 lits, il accueille surtout des randonneurs, en particulier ceux qui sont désireux de voir le piton de la Fournaise, volcan actif dont on atteint le sommet en franchissant d'abord le pas de Bellecombe-Jacob voisin. Le gîte est desservi par plusieurs sentiers de randonnée ainsi que par la route forestière 43 bis du Gîte du Volcan, une courte branche de la route forestière du Volcan.